# Comando Arajs
El Comando Arajs (en alemán: Sonderkommando Arajs), liderado por el comandante de las SS y colaborador nazi Viktors Arājs, fue una unidad de la Policía Auxiliar letona (en alemán: Lettische Hilfspolizei) subordinada a la Sicherheitsdienst (SD) alemana. Fue una unidad de exterminio notoria durante el Holocausto.

## Formación
Después de la entrada de los Einsatzkommando en la capital letona, se estableció contacto entre Viktors Arājs y el Brigadeführer Walter Stahlecker el 1 de julio de 1941. Stahlecker ordenó a Arājs crear un comando que obtuvo el nombre oficial de Policía de Seguridad Auxiliar letona o Comando Arājs. El grupo estaba compuesto por estudiantes y ex oficiales de orientación de extrema derecha. Todos los miembros del Comando Arājs eran voluntarios y eran libres de irse en cualquier momento. Al día siguiente, el 2 de julio, Stahlecker reveló a Arājs que su comando tenía que desencadenar un pogrom de manera inmediata.

## Actividades
El Comando Arājs participó en todo tipo de atrocidades nazis, incluyendo el asesinato de judíos, romaníes y enfermos mentales, así como acciones punitivas y masacres de civiles a lo largo de la frontera oriental de Letonia con la Unión Soviética. El Comando mató a alrededor de 26 000 judíos en total. En concreto, la unidad participó en la ejecución masiva de judíos del gueto de Riga y de varios miles de judíos deportados de Alemania en la masacre de Rumbula del 30 de noviembre al 8 de diciembre de 1941. Algunos de los hombres del comando también sirvieron como guardias en el Campo de concentración de Salaspils.
Como se pudo ver en los noticiarios de la época, y como parte de una campaña de propaganda que difundía la idea de que el Holocausto en los países bálticos era un asunto local y no algo dirigido ni alentado por los nazis, el Comando Arājs participó en la quema de la Gran Sinagoga (Coral) de Riga el 4 de julio de 1941. Esa fecha ha sido elegida en la actual Letonia como día de conmemoración del Holocausto.
La unidad contaba con entre 300 y 500 hombres durante el período en que participó en el asesinato de la población judía letona, y llegó a los 1500 miembros en su apogeo, en el momento de su participación en operaciones antipartisanas en 1942.

## Enjuciamiento
Después de esconderse con éxito en Alemania Occidental durante varias décadas después de la guerra, Viktors Arājs fue finalmente arrestado, juzgado y encarcelado por sus crímenes.
Más recientemente, los gobiernos de Canadá, Estados Unidos, el Reino Unido y Australia participaron en el intento de extraditar a Konrāds Kalējs, exoficial del Comando Arājs a Letonia para ser juzgado por cargos de genocidio. Kalējs murió en 2001 en Australia antes de que pudiera tramitarse la extradición, manteniendo hasta el final su inocencia, afirmando que estaba luchando contra Rusia en el Frente Oriental o estudiando en la universidad cuando se produjo la matanza de judíos en 1941. El historiador letón del Holocausto A. Ezergailis estima alrededor de un tercio de los integrantes de la unidad, alrededor de 500 de un máximo de 1500 en total, participaron activamente en los asesinatos de judíos.